# Gobitrichinotus radiocularis
Gobitrichinotus radiocularis är en fiskart som beskrevs av Fowler, 1943. Gobitrichinotus radiocularis ingår i släktet Gobitrichinotus och familjen Kraemeriidae. Inga underarter finns listade i Catalogue of Life.